# DJ Kool Herc
DJ Kool Herc, de son vrai nom Clive Campbell, né le 16 avril 1955 à Kingston, est un disc jockey américano-jamaïcain, crédité comme celui ayant lancé la musique hip-hop au début des années 1970 dans le quartier du Bronx, à New York. Ses chansons de type hard funk inspirées de James Brown deviennent une alternative à la violence des gangs de rue et à la popularité naissante du disco dans les années 1970. Campbell commence à isoler une partie des instruments qu'il utilise créant ainsi le « break ».
Il appelle ses danseurs « break-boys » et « break-girls », ou simplement b-boys et b-girls. Le style de DJing de Campbell est rapidement repris par Afrika Bambaataa et Grandmaster Flash. Contrairement à eux, il ne s'engagera jamais dans le hip-hop commercial à ses premières années.

## Biographie

### Jeunesse et éducation

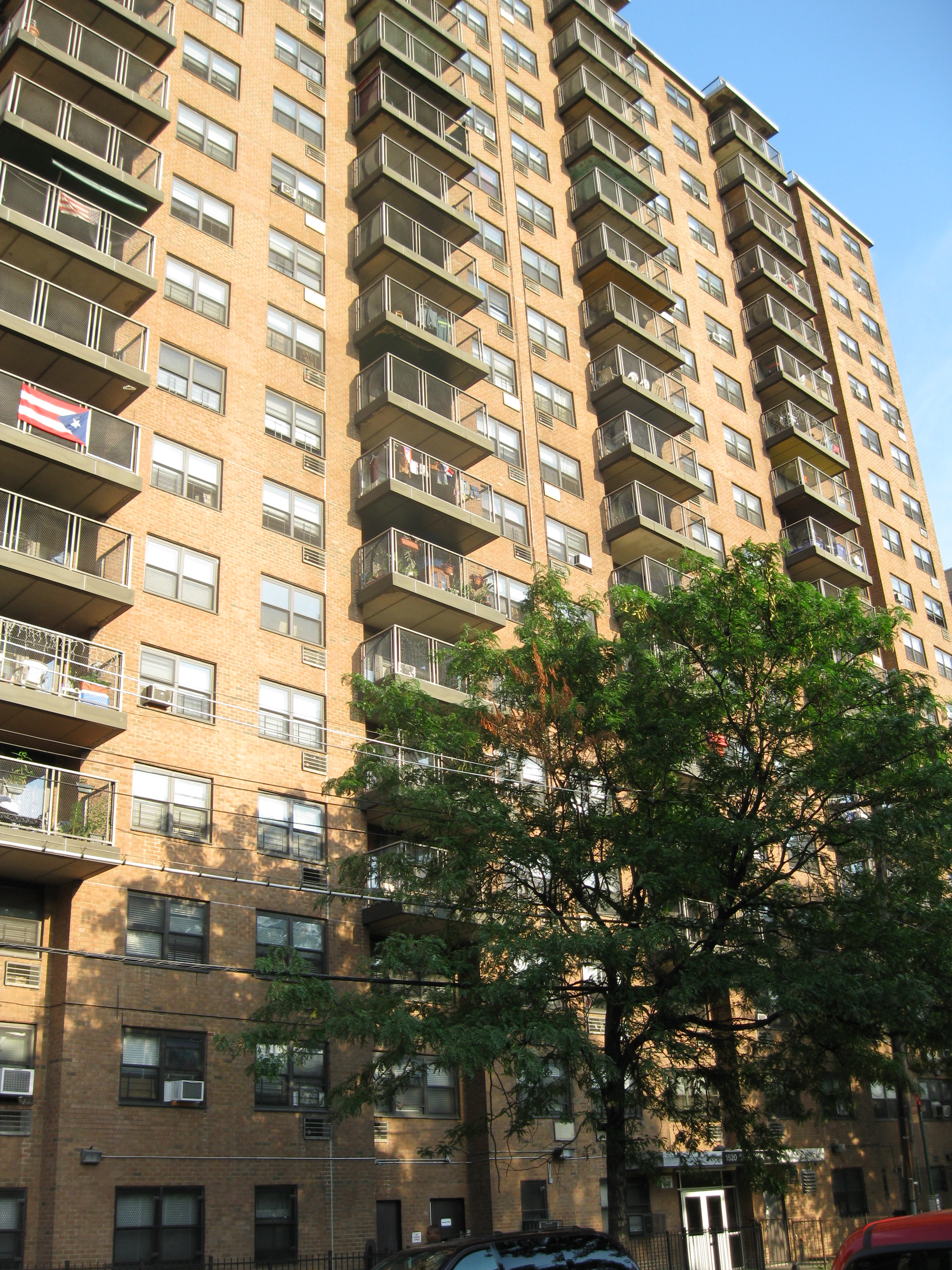
La 1520 Sedgwick Ave., où Kool Herc vivait avec sa famille, et où il jouait pour la première fois lors d'événements.

Clive Campbell est le premier d'une fratrie de six enfants nés de Keith et Nettie Campbell à Kingston, en Jamaïque. Jeune, il entend parler et assiste aux sound systems de dancehalls dans le quartier, et les paroles des DJs qui accompagnent, connues sous le terme de toasting. Il immigre dans le quartier du Bronx, à New York, avec sa famille, à l'âge de 12 ans en novembre 1967 où il réside à la 1520 Sedgwick Avenue.
Ils font face à de grandes difficultés sociales à la suite de la construction du Cross Bronx Expressway par Robert Moses (terminé en 1963, mais continué jusqu'en 1972) ; cette voie de circulation déstabilise des milliers de résidents forcés de partir, menant ainsi à un white flight après la chute des taux d'intérêts dans les quartiers situés à proximité. Plusieurs incendies criminels sont déclenchés afin de récupérer l'argent des assurances. Des gangs de rue violents essentiellement composés de jeunes émergent vers 1968, et prennent contrôle d'une grande partie du Bronx en 1973.
Campbell étudie à la Alfred E. Smith Career and Technical Education High School du Bronx, dans laquelle sa taille, sa carrure et son attitude sur les terrains de basketball, lui valent le surnom d'« Hercules ». Il commence à trainer au sein d'un crew de graffiti appelé les Ex-Vandals, sous le surnom de Kool Herc. Herc raconte avoir persuadé son père d'acheter Sex Machine de James Brown, une chanson que peu de ses amis avaient en leur possession, et qu'il voulait leur faire écouter. Lui et sa sœur, Cindy, organisent des fêtes chez eux à la 1520 Sedgwick Avenue. Inspiré par la tradition jamaïcaine des bals en plein air, il est le premier à organiser des block parties, dans Cedar Park non loin de chez lui, entre Sedgwick et Cedar Avenue. Le premier soundsystem d'Herc, qu'il baptise Herculoids se compose de deux platines de mixage connectées à deux amplificateurs et d'un système Shure Vocal Master PA avec deux grandes colonnes de haut-parleurs sur lesquelles il jouait des chansons comme Give It Up Or Turnit A Loose de James Brown, It's Just Begun de The Jimmy Castor Bunch, et Melting Pot de Booker T. and the M.G.'s. Il débute généralement ses soirées avec Apache de l'Incredible Bongo Band, souvent considérée comme l'une des origines du hip-hop. Avec ses soirées, il se fait un nom dans le West Bronx et il propose ensuite aux meilleurs représentants des autres quartiers d'animer à tour de rôle la soirée, ce qui crée un phénomène de joute verbale, scandée et rythmée.
Kool DJ Herc crée un style. Lorsqu'il diffuse un morceau ou le plus souvent un court extrait, il ne propose que le tempo et l'utilisation des deux platines diffusant le même morceau en séquence successive (technique du double break) permet de le rallonger tout en augmentant l'énergie et l'intensité sur le dance floor. Le DJ n'a plus seulement pour rôle de passer de la musique enregistrée mais il crée sa propre composition.

### Années récentes

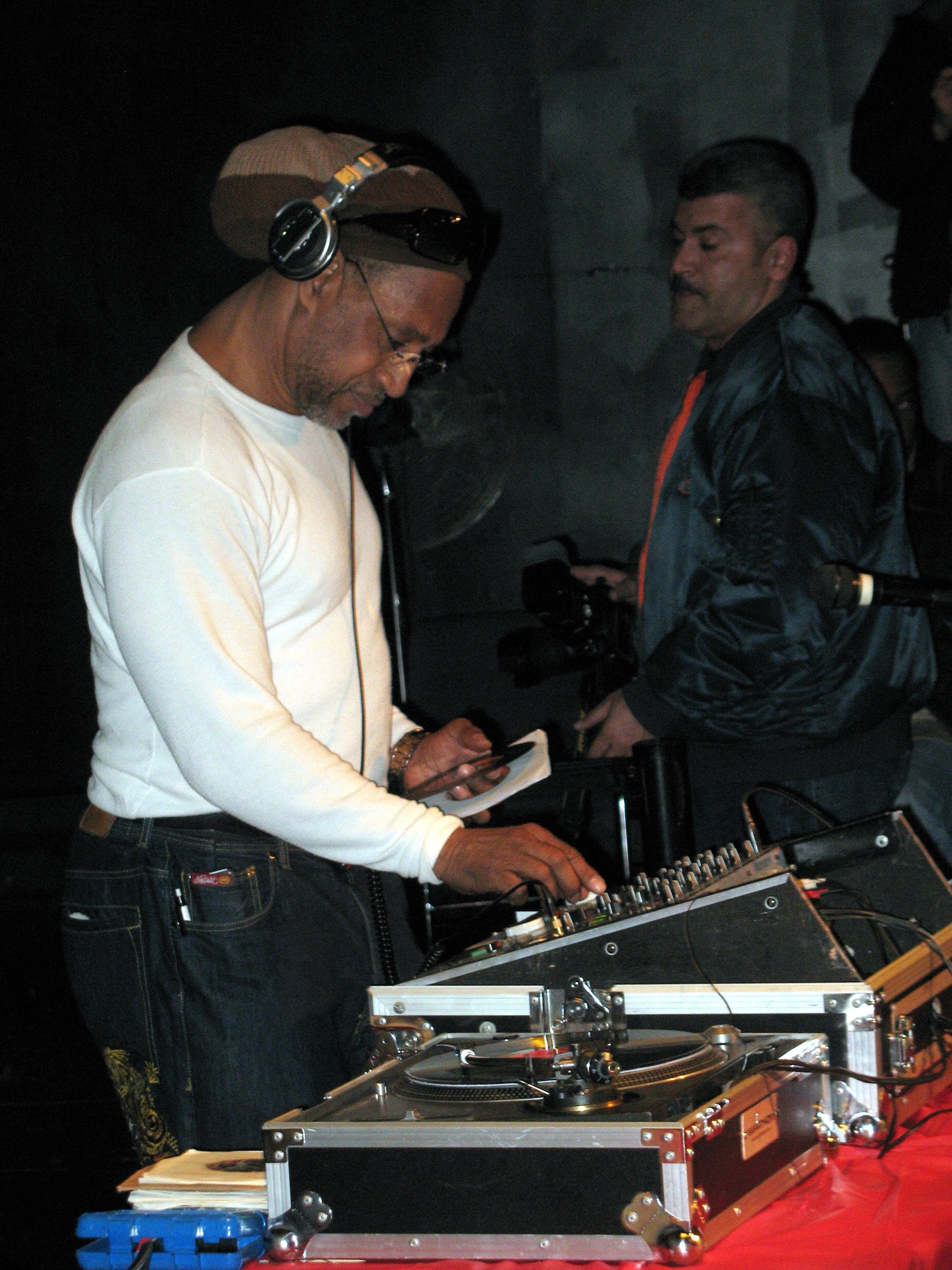
Herc dans le Bronx le 28 février 2009.

Kool Herc participe au film Beat Street (Orion, 1984), dans son propre rôle. Au milieu des années 1980, son père décède, et il devient accro à la cocaïne. « Je ne pouvais pas m'en remettre, alors il a fallu que je me soigne » dit-il à cette période.
En 1994, Herc participe à l'album Super Bad de Terminator X et the Godfathers of Threatt. En 2005, il participe à l'ouvrage Can't Stop Won't Stop de Jeff Chang sur le hip-hop. La même année, il apparait sur le clip vidéo Top 5 (Dead or Alive) de Jin, issu de son album The Emcee's Properganda. En 2006, il est impliqué dans la commémoration du hip-hop aux musées de la Smithsonian Institution.
Selon le fan blog de DJ Premier, le site web du magazine The Source et d'autres sites, DJ Kool Herc tombe gravement malade au début de 2011 et semblerait n'avoir aucune mutuelle. Il se fait opérer des reins au St. Barnabas Medical Center. En avril 2013, Campbell récupère.

## Discographie

### Album
- 2019 - Last of the Classic Beats (avec Mr. Green)

### Participations
- Terminator X - Herc's Message sur Super Bad (1994)[14]
- The Chemical Brothers - Elektrobank sur Dig Your Own Hole (1997)[15]
- Substantial - Sacrifice sur Sacrifice (2008)[16]

### Pionniers du Hip-Hop
- Pete DJ Jones
- Grandmaster Flowers
- DJ Hollywood
- Disco King Mario